# Ikeda (Fukui)
Ikeda (jap. 池田町 Ikeda-chō) – miasto w Japonii, na wyspie Honsiu, w prefekturze Fukui. Według danych na rok 2020 miejscowość zamieszkiwało 2 423 mieszkańców , a gęstość zaludnienia wyniosła 12,4 os./km².